# Суйсубаев, Отызбек
Отызбе́к Суйсуба́ев (1892, Копальский уезд, Семиреченская область, Российская империя — 1949, Аксуйский район, Талды-Курганская область, Казахская ССР) — старший чабан колхоза «Сага-Курес» Аксуйского района Талды-Курганской области, Казахская ССР. Герой Социалистического Труда (1948).

## Биография
Родился в 1892 году в крестьянской семье в одном из сельских населённых пунктов Копальского уезда.
С раннего возраста трудился в сельском хозяйстве. С 1930 года — чабан сельскохозяйственной артели «Сага-Курес» (позднее — одноимённый колхоз, затем — колхоз имени Джансугурова) Аксуйского района. С 1934 года — старший чабан в этом же колхозе.
Ежегодно показывал высокие трудовые результаты в овцеводстве. На начало 1947 года обслуживал 458 курдючных овцематок. По итогам этого года вырастил 625 ягнёнка, в среднем по 142 ягнёнка от каждой сотни овцематок. Средний вес каждого ягнёнка к отбивке составил 42 килограмма. Указом Президиума Верховного Совета СССР от 23 июля 1948 года удостоен звания Героя Социалистического Труда за «получение высокой продуктивности животноводства в 1947 году» с вручением ордена Ленина и золотой медали «Серп и Молот» (№ 2650).
Проживал в Аксуском районе. Умер в 1949 году.
Награды
- Герой Социалистического Труда
- Орден Ленина